# Johanna Erzsébet schleswig–holstein–gottorpi hercegnő
Johanna Erzsébet schleswig–holstein–gottorpi hercegnő (Schleswig, 1712. október 24. – Párizs, 1760. május 30.) Adolf Frigyes svéd király húga és II. Katalin orosz cárnő édesanyja.

## Élete
A hercegnő 1727.  november 8-án Vecheldeben feleségül ment Keresztély Ágost anhalt–zerbsti herceghez. 
1729-ben a férje Stettin kormányzója lett a porosz szolgálatban, ahol az öt gyermekéből három született.
1742 Keresztély Ágost és a bátya  uralkodó anhalti hercegek lettek. A család Zerbstbe költözött.
1744 januárjában a lányát Oroszországba kísérte és két évig ott maradt.
1747-ben férje halálával Johanna Erzsébet Anhalt-Zerbst régense lett. A hercegnőnek még ezt megelőzően jelentős része volt az állami kormányzatban.
Az anhalti hercegség semlegessége ellenére a hétéves háború elején Johanna Erzsébet vendégül látta egy kémkedéssel vádolt francia márkit. II. Frigyes porosz király számára ez volt az oka Anhalt katonai elfoglalásának. A hercegnő 1758-ban Párizsba menekült, ahol két évvel később Oldenburg grófnőjeként halt meg.

## Gyermekei
- Zsófia Auguszta Friderika (1729–1796) ⚭ 1745 Karl Peter Ulrich von Holstein-Gottorp (1728–1762)
- Wilhelm Christian Friedrich (1730–1742), anhalti trónőrőkős
- Frigyes Ágost anhalt–zerbsti herceg (1734–1793)

⚭ 1. 1753 Caroline von Hessen-Kassel (1732–1759)
⚭ 2. 1764 Friederike von Anhalt-Bernburg (1744–1827)
- Auguste Christine Charlotte (*/† 1736)
- Elisabeth Ulrike (1742–1745)

## Fordítás
- Ez a szócikk részben vagy egészben  a   Johanna Elisabeth von Schleswig-Holstein-Gottorf című német Wikipédia-szócikk ezen változatának fordításán alapul.  Az eredeti cikk szerkesztőit annak laptörténete sorolja fel. Ez a jelzés csupán a megfogalmazás eredetét és a szerzői jogokat jelzi, nem szolgál a cikkben szereplő információk forrásmegjelöléseként.